# Shin Hye-sun
Shin Hye-sun (hangul: 신혜선; hanja: 申惠善; rr: Sin Hye-seon; MR: Sin Hyesŏn; 31 de agosto de 1989) é uma atriz sul-coreana. Fez sua estreia como atriz com a série de televisão School 2013. Em 2017, Shin desempenhou seu primeiro papel principal e se tornou mais conhecida no drama My Golden Life, que conquistou mais de 8 milhões de telespectadores em seu ano de exibição. Ela também é mais conhecida por seus outros papéis principais em dramas coreanos, como Still 17 (2018), The Hymn of Death (2018), Angel's Last Mission: Love (2019), Mr. Queen (2020–2021), See You in My 19th Life (2023), e Welcome to Samdal-ri (2023–2024).
Foi elogiada por especialistas da indústria por suas habilidades de atuação, sua capacidade de transmitir emoções ao público e sua dicção precisa, ganhando o apelido de "fada da dicção", e   com ela sendo chamada por especialistas como uma das melhores atrizes de sua geração.

## Carreira

### 2012–2016: Início na atuação e papéis coadjuvantes
Shin estreou como atriz por meio do drama de TV School 2013, uma continuação das séries School, depois de passar no teste para ser escalada no papel de uma colegial. Ela interpretou essa personagem secundária com o seu próprio nome.
Shin começou a conseguir papéis maiores em 2015 com Oh My Ghost e She Was Pretty. Embora ambos os títulos fossem comédias românticas, suas personagens variavam significativamente.

### 2016–2017: Reconhecimento
Sua descoberta veio em 2016 com Five Enough. Seu papel como uma mulher ingênua e romântica, que se apaixona pelo personagem de Sung Hoon, resultou em popularidade para ambos os atores entre os telespectadores. No mesmo ano, estrelou o drama de romance fantástico The Legend of the Blue Sea.
Em 2017, ela interpretou seu primeiro papel em um filme com A Day. Shin então interpretou uma figura-chave na aclamada série de suspense policial Stranger. Logo depois, foi escalada para seu primeiro papel principal em um drama de televisão com My Golden Life da KBS2. O drama foi um grande sucesso na Coreia do Sul e ultrapassou 40% de audiência, levando a um maior reconhecimento de Shin. Ela recebeu muitas ofertas de trabalho na indústria da publicidade e no ramo de filmes e dramas.

### 2018–2019: Personagens diferenciados
Em 2018, Shin foi escalada para o papel principal no drama especial da SBS, The Hymn of Death, ao lado de Lee Jong-suk. Ela desempenhou o papel de Yun Sim-deok, a primeira cantora soprano profissional da Coreia.
No mesmo ano, estrelou ao lado de Yang Se-jong na comédia dramática da SBS, Still 17, no papel de uma aspirante a violinista cuja vida virou de cabeça para baixo devido a um acidente que a levou ao coma.
Em 2019, Shin estrelou o drama de romance e fantasia da KBS2, Angel's Last Mission: Love, ao lado de Kim Myung-soo, como uma bailarina que não acredita no amor.

### 2020–presente: Aclamação da crítica e aumento da fama
Em 2020, foi escalada para interpretar sua primeira protagonista em um filme com o longa jurídico Innocence, sendo uma advogada que decide defender sua mãe (Bae Jong-ok) de uma acusação. Ela recebeu críticas positivas por sua atuação no filme e foi indicada na categoria de Nova Melhor Atriz no 41º Blue Dragon Film Awards.
Em novembro, apareceu no filme Collectors com Lee Je-hoon, no papel de Yoon, uma curadora de arte, e mais tarde foi escalada no drama de sucesso da TVN, Mr. Queen, em um papel principal duplo como Kim So-yong (Rainha Cheorin) e Jang Bong-hwan, um chef de 2020 cuja alma viaja no tempo e fica presa no corpo de Kim So-yong. Shin foi indicada ao Baeksang Arts Awards de 2021 na categoria Melhor Atriz (TV) por sua atuação em Mr. Queen e na categoria de Nova Melhor Atriz (Filme) por Innocence.
Em 14 de dezembro de 2021, Shin renovou seu contrato com a agência YNK Entertainment.
Em 2023, Shin interpretou a protagonista Ban Ji-eum na série See You in My 19th Life, como uma mulher que consegue se lembrar de todas as suas vidas passadas e que deseja se relacionar com um homem de uma vida anterior, no caso, sua 18ª encarnação. Ela também desempenhou um papel principal, ao lado de Ji Chang-wook, no drama Welcome to Samdal-ri. A série conta a história de uma fotógrafa que retorna à sua cidade natal após sofrer acusações no ambiente em que trabalhava e o reacender amoroso com um amigo de infância seu.

## Filantropia
Em 30 de agosto de 2022, Shin doou 100 milhões de won para ajudar as vítimas das enchentes sul-coreanas de 2022 por meio do The Neighbours Honors Club.

## Filmografia

### Filmes
| Ano  | Título               | Papel         | Notas          | Ref.          |
| ---- | -------------------- | ------------- | -------------- | ------------- |
| 2014 | One Summer Night     | So-ra         | Curta-metragem |               |
| 2014 | Return Match         | Joo-yeon      | Curta-metragem |               |
| 2014 | The Mother Earth     | Dae-ji        | Curta-metragem |               |
| 2016 | A Violent Prosecutor | Yoon-ah       |                |               |
| 2017 | A Day                | Mi-kyung      |                | [ 28 ]        |
| 2020 | Innocence            | Ahn Jung-in   |                | [ 29 ]        |
| 2020 | Collectors           | Curadora Yoon |                | [ 30 ]        |
| 2023 | Target               | Soo-hyun      |                | [ 31 ] [ 32 ] |
| 2023 | Brave Citizen        | So Shi-min    |                | [ 33 ]        |
| 2024 | Following            | So-ra         |                | [ 34 ]        |

### Séries de televisão
| Ano       | Título                     | Papel                                      | Notas                       | Ref.   |
| --------- | -------------------------- | ------------------------------------------ | --------------------------- | ------ |
| 2012–2013 | School 2013                | Shin Hye-sun                               |                             | [ 35 ] |
| 2014      | Angel Eyes                 | Cha Min-soo jovem                          |                             | [ 35 ] |
| 2014      | High School King of Savvy  | Go Yoon-joo                                |                             | [ 36 ] |
| 2014–2015 | Forever Young              | Han Mi-so                                  | Produção coreano-vietnamita | [ 37 ] |
| 2015      | Oh My Ghost                | Kang Eun-hee                               |                             | [ 38 ] |
| 2015      | She Was Pretty             | Han Seol                                   |                             | [ 39 ] |
| 2016      | Five Enough                | Lee Yeon-tae                               |                             | [ 40 ] |
| 2016      | The Legend of the Blue Sea | Cha Si-ah                                  |                             | [ 41 ] |
| 2017      | Stranger                   | Young Eun-soo                              | Temporada 1                 | [ 43 ] |
| 2017–2018 | My Golden Life             | Seo Ji-an                                  |                             | [ 44 ] |
| 2018      | Still 17                   | Woo Seo-ri                                 |                             | [ 45 ] |
| 2018      | The Hymn of Death          | Yun Sim-deok                               | Drama de um ato             | [ 46 ] |
| 2019      | Angel's Last Mission: Love | Lee Yeon-seo                               |                             | [ 47 ] |
| 2020–2021 | Mr. Queen                  | Kim So-yong, Rainha Cheorin/Jang Bong-hwan |                             | [ 48 ] |
| 2023      | See You in My 19th Life    | Ban Ji-eum/Yoon Joo-won                    |                             | [ 49 ] |
| 2023–2024 | Welcome to Samdal-ri       | Jo Eun-hye/Jo Sam-dal                      |                             | [ 50 ] |

### Programas de televisão
| Ano  | Título                              | Papel                   | Notas                                            | Ref.   |
| ---- | ----------------------------------- | ----------------------- | ------------------------------------------------ | ------ |
| 2018 | Hope for Children in Global Village | Participante/ Narradora | Episódio 14 – MBC x Good Neighbors USA: Cameroon | [ 51 ] |
| 2019 | 1919–2019, Memories                 | Narradora               | Episódio 2 – Kim Hyang-hwa                       | [ 52 ] |
| 2021 | Saturday Night Live Korea           | Anfitriã                | Episódio 1 - Temporada 2                         | [ 53 ] |

### MC (Anfitriã oficial)
| Ano  | Título                   | Papel            | Notas                           | Ref.   |
| ---- | ------------------------ | ---------------- | ------------------------------- | ------ |
| 2018 | SBS Drama Awards de 2018 | Co-apresentadora | Com Shin Dong-yup e Lee Je-hoon | [ 54 ] |
| 2019 | KBS Drama Awards de 2019 | Co-apresentadora | Com Jeon Hyun-moo               | [ 55 ] |

### Participações em videoclipes
| Ano  | Título      | Artista                                         | Ref.   |
| ---- | ----------- | ----------------------------------------------- | ------ |
| 2013 | "Curious"   | What Women Want ft. Jung-yup do Brown Eyed Soul | [ 56 ] |
| 2018 | "Feel Like" | Naul                                            | [ 57 ] |
| 2018 | "Snowfall"  | g.o.d                                           | [ 58 ] |

## Prêmios e indicações
| Cerimônia de preiação                    | Ano  | Categoria                                                   | Nomeado(s)/Trabalho(s)                                  | Resultado | Ref.   |
| ---------------------------------------- | ---- | ----------------------------------------------------------- | ------------------------------------------------------- | --------- | ------ |
| APAN Star Awards                         | 2018 | Prêmio Top Excelência, Atriz em Série de Drama              | My Golden Life                                          | Venceu    | [ 59 ] |
| Baeksang Arts Awards                     | 2018 | Melhor Atriz - Televisão                                    | My Golden Life                                          | Indicado  | [ 60 ] |
| Baeksang Arts Awards                     | 2021 | Nova Melhor Atriz - Filme                                   | Innocence                                               | Indicado  | [ 24 ] |
| Baeksang Arts Awards                     | 2021 | Melhor Atriz - Televisão                                    | Mr. Queen                                               | Indicado  | [ 24 ] |
| Blue Dragon Film Awards                  | 2021 | Nova Melhor Atriz                                           | Innocence                                               | Indicado  | [ 22 ] |
| KBS Drama Awards                         | 2016 | Melhor Atriz Coadjuvante                                    | Five Enough                                             | Indicado  |        |
| KBS Drama Awards                         | 2016 | Nova Melhor Atriz                                           | Five Enough                                             | Indicado  |        |
| KBS Drama Awards                         | 2017 | Prêmio de Melhor Casal                                      | Shin Hye-sun (com Park Si-hoo) My Golden Life           | Venceu    | [ 61 ] |
| KBS Drama Awards                         | 2017 | Prêmio de Excelência, Atriz em Série de Drama               | My Golden Life                                          | Venceu    | [ 61 ] |
| KBS Drama Awards                         | 2017 | Prêmio Top Excelência, Atriz                                | My Golden Life                                          | Indicado  |        |
| KBS Drama Awards                         | 2019 | Prêmio de Melhor Casal                                      | Shin Hye-sun (Kim Myung-soo) Angel's Last Mission: Love | Venceu    | [ 62 ] |
| KBS Drama Awards                         | 2019 | Prêmio Top Excelência, Atriz                                | Angel's Last Mission: Love                              | Venceu    | [ 62 ] |
| KBS Drama Awards                         | 2019 | Prêmio de Excelência, Atriz em Minissérie                   | Angel's Last Mission: Love                              | Indicado  |        |
| Korea Drama Awards                       | 2018 | Prêmio Top Excelência, Atriz                                | My Golden Life                                          | Indicado  | [ 63 ] |
| Korean Film Producers Association Awards | 2021 | Prêmio Close-up                                             | Shin Hye-sun                                            | Venceu    | [ 64 ] |
| MBC Drama Awards                         | 2015 | Nova Melhor Atriz em Minisérie                              | She Was Pretty                                          | Indicado  |        |
| SBS Drama Awards                         | 2016 | Prêmio de Excelência, Atriz em Drama de Fantasia            | The Legend of the Blue Sea                              | Indicado  |        |
| SBS Drama Awards                         | 2018 | Prêmio Top Excelência, Atriz em um Drama de Segunda a Terça | Still 17                                                | Venceu    | [ 65 ] |
| SBS Drama Awards                         | 2018 | Prêmio de Melhor Casal                                      | Shin Hye-sun (com Yang Se-jong) Still 17                | Indicado  | [ 66 ] |
| Scene Stealer Festival                   | 2016 | Novato do Ano                                               | Five Enough e A Violent Prosecutor                      | Venceu    | [ 67 ] |
| Seoul International Drama Awards         | 2019 | Melhor Atriz                                                | The Hymn of Death                                       | Indicado  | [ 68 ] |
| The Seoul Awards                         | 2017 | Nova Melhor Atriz                                           | Stranger                                                | Indicado  |        |
| The Seoul Awards                         | 2018 | Melhor Atriz                                                | My Golden Life e Still 17                               | Indicado  | [ 69 ] |